# Notapictinus dominicus
Notapictinus dominicus är en insektsart som först beskrevs av Robert L. Usinger 1936.  Notapictinus dominicus ingår i släktet Notapictinus och familjen barkskinnbaggar. Inga underarter finns listade i Catalogue of Life.